# Iqbal Masih
Pour les articles homonymes, voir Iqbal et Masih.
Iqbal Masih (en ourdou : اقبال مسیح, né le 4 avril 1983 à Muridke et mort le 16 avril 1995 est un jeune Pakistanais vendu comme enfant esclave à l'âge de quatre ans.  Il devint une figure mondialement connue de la lutte contre l’esclavage moderne à dix ans et fut assassiné en raison de son combat en 1995.
En 1998, la Radiotelevisione Italiana, Arte et Red Film Group ont produit un film reprenant l'histoire d'Iqbal Masih sous le titre Iqbal - Non à l'esclavage des enfants.

## Biographie
Iqbal Masih est né le 4 avril 1983 à Muridke, un petit village proche de Lahore, au Pakistan. Sa famille, très pauvre, doit emprunter de l'argent (chez un usurier, à un taux d'intérêt élevé) pour rembourser le mariage du fils aîné. La dette ne cesse d'augmenter et Iqbal, à l'âge de quatre ans, est donc vendu par ses parents pour l'équivalent de 12 dollars américains afin d'aider à la rembourser : en effet, la servitude pour dettes est un système de remboursement répandu au Pakistan. Des parents endettés cèdent souvent leurs enfants moyennant un peu d’argent et c'est ainsi le travail de l'enfant qui rembourse la dette. Mais l'employeur retient sur le salaire de l'enfant des frais de nourriture, de logement et les amendes infligées en cas de faute. La dette ne peut donc en fait jamais être remboursée : l'enfant reste l'esclave de son employeur.
Iqbal travaille d'abord dans une fabrique de briques, puis dans un atelier de tisserand pour douze heures par jour. Il est enchaîné du matin au soir. En raison de ses très nombreuses heures de travail et de la malnutrition, à l'âge de 12 ans, Iqbal faisait la taille d'un enfant de six ans. Malgré cela, Iqbal a réussi à apprendre à écrire et à lire  grâce à une autre enfant esclave du nom de Maria.
Un jour, alors qu'il est âgé de neuf ans, Iqbal et ses camarades de misère sortent en cachette de l'usine de tissu. Durant cette fuite, il rencontre un avocat, Eshan Ullah Khan, président d'une association, le Front de libération contre le travail forcé des enfants (BLLF). Eshan Ullah Khan l’aide à quitter la servitude et à partir de ses dix ans, Iqbal devient l'une des figures publiques de la lutte contre l’esclavage moderne au niveau mondial.
« N'achetez pas le sang des enfants ! » est le cri que pousse Iqbal et qui va bouleverser les consciences. Devenu le porte-parole du BLLF, Iqbal voyage en Europe et aux États-Unis pour lutter contre le travail des enfants et prononce de nombreux discours pour témoigner de son histoire. Sous la pression internationale, le gouvernement pakistanais ferme plusieurs dizaines de fabriques de tapis où travaillaient des enfants dans des conditions d’esclavage, libérant ainsi plus de 3 000 enfants.
En 1994, Iqbal est l'un des lauréats du prix Reebok des droits de l'homme, un prix de la fondation Reebok, accompagné d'une somme d'argent qu'il déclare vouloir utiliser pour suivre des études de droit.
Iqbal ne vivra pas assez longtemps pour aller à l'université : lors d’une promenade à vélo avec deux amis dans son village, il est assassiné le 16 avril 1995, à l’âge de douze ans. Les circonstances du meurtre demeurent troubles, mais les soupçons pèsent sur la « mafia du tapis » pakistanaise qui souhaitait à tout prix faire taire ce porte-parole embarrassant.
Aujourd'hui, Iqbal est devenu un des symboles de la lutte contre l'exploitation des enfants.

## Reconnaissance à titre posthume et inspiration
En 2000, Iqbal a reçu à titre posthume le World's Children's Prize for the Rights of the Child (en).
Un collectif Iqbal-Masih a été fondé, qui œuvre à travers son acte fondateur, l’Appel d’Épinal, à faire connaître et appliquer la Convention internationale des droits de l'enfant.
En janvier 2009, le Congrès des États-Unis a créé un prix annuel, le Prix Iqbal Masih pour l'éradication du travail des enfants (Iqbal Masih Award for the Elimination of Child Labor).
Le travail et la mort d'Iqbal ont inspiré un jeune garçon canadien de 12 ans, Craig Kielburger (en), à consacrer sa vie à la cause d'Iqbal et à créer l'organisation Free The Children.
Tahar Ben Jelloun lui rend hommage dans sa fable pour la jeunesse L'École perdue (Folio Junior), dans laquelle un jeune instituteur africain s'appuie sur l'héroïsme du jeune garçon pour éveiller la conscience de ses élèves et les soustraire à l'usine.
Dans sa chanson Esclave 2000 le groupe de rap français Assassin rend entre autres hommage à la mémoire de Iqbal Masih en prenant parti de manière explicite contre toute forme d'esclavage, illustrée de plusieurs exemples dont celui d'Iqbal Masih. Pierre Bachelet dans son dernier album Une autre lumière, sorti en 2001, rend également hommage à Iqbal Masih, dans une chanson intitulée Iqbal (paroles Alain Damecour, musique Pierre Bachelet).
En 2010, l'un des « villages » du rassemblement CitéCap, organisé par les Scouts et Guides de France, porte le nom d'Iqbal Masih.
On peut enfin noter que la ville de Saint-Denis a vu l'ouverture en 1998 d'un collège au nom d'Iqbal Masih dans le quartier de la Plaine.

## Filmographie
- 1998 : Iqbal - Non à l'esclavage des enfants, téléfilm italien de Cinzia TH Torrini. Fiction inspirée de la vie d'Iqbal Masih, enfant esclave au Pakistan.
- 2016 : Iqbal, l'enfant qui n'avait pas peur, film d'animation franco-italien de Gertie, 2d3D Animations et Montparnasse Production. Inspiré de la vie d'Iqbal Masih, ce récit d'aventure est centré sur les valeurs de l'amitié et du désir de liberté.

### Sources
(septembre 2017).
- Iqbal Masih et le travail forcé des enfants, sur le site Fraternet